# Place du Marché (Liège)
Pour les articles homonymes, voir Place du Marché.
La place du Marché est une place du centre de Liège. Sur cette place, la plus ancienne de la ville, se dresse les deux symboles de la Cité : le Perron et l'hôtel de ville, surnommé la Violette.

## Situation et accès
Elle est voisine de la place Saint-Lambert.
Voiries adjacentes
- Rue Sainte-Ursule
- Rue de Bex
- Espace Tivoli
- Rue de la Violette
- En Neuvice
- Rue du Pont
- Rue des Mineurs
- En Féronstrée

## Histoire

### A l’origine de la cité
La Place du Marché est l’une des plus anciennes de la ville. Son origine est liée au développement urbain de Liège, qui se transforme dans le courant du VIIIe siècle, en une agglomération imposante, grâce à l’importance croissante du culte de Saint-Lambert. 
Pas plus grande qu’un demi-hectare, son plan représente un trapèze irrégulier. Elle semble naître de l’élargissement de la rue Féronstrée, qui débouche sur la place depuis l’est. À l’opposé, elle borde le cloître de la Cathédrale Notre-Dame-et-Saint-Lambert, précédé par trois longues marches, les degrés Saint-Lambert. Une fontaine trône au centre de la place. Au sud, le quartier commerçant se développe autour de la rue En Neuvice, qui relie le marché à la Meuse et son Pont des Arches.  
La place du Marché est, à cette époque, traversée par deux bras de la Légia. Le premier s’écoule le long des degrés Saint-Lambert et le suivant se divise en deux branches qui partent vers la rue du Pont et Féronstrée. 
Sur une parcelle au nord de la place, une église paroissiale, l'église Saint-André, dont la date de fondation est restée inconnue, est mentionnée dès le milieu du XIIIe siècle.  

### Poumon économique
Comme son nom l’indique, elle est le centre marchand de la cité. Dès la seconde moitié du Xe siècle, son rôle économique s’accentue avec l’essor de la classe marchande et de la Bourgeoisie. 
Au milieu du XVe siècle, la place du Marché est entourée de 51 immeubles dont la grande majorité est destinée aux commerces. On y trouve aux alentours plusieurs halles où les bouchers, tanneurs, merciers et vignerons vendent leurs productions. 
Certaines de ces maisons accueillent également les assemblées et les réunions des corporations; appelés, à Liège, les métiers. On peut y croiser les houilleurs, les fruitiers, les harenguiers, les cordonniers, les orfèvres… Les affaires et le commerce se déroulent dans les boutiques mais aussi dans l’espace public, notamment sur des étals disposés sur les degrés Saint-Lambert. 

### Forum urbain
Tout au long du Moyen Âge et de l’Ancien Régime, la place est aussi le forum urbain de la cité de Liège et acquiert une importance politique et sociale. Au centre, le Perron, symbole de la cité, trône au-dessus de la fontaine qui occupe l’espace. À sa base, on y proclame les règlements, les édits et les bannissements.
À partir de 1384, les métiers élisent chaque année les représentants chargés de l’administration et de la gestion quotidienne de la ville. Réunis en conseil, ceux-ci choisissent ensuite les deux bourgmestres de la cité. Ils prennent l’habitude de se réunir dans une maison dite de la « Violette » sur la place du Marché, située sur le site de l'actuel hôtel de ville.
La place du Marché servait également aux tournois, aux joutes chevaleresques et de lieu des exécutions capitales. Elle accueillait aussi une partie des festivités liées aux joyeuses entrées des Princes-évêques. 

### Le désastre bourguignon
Le XVe siècle est synonyme à Liège de péril bourguignon. De la bataille d’Othée en 1408 jusqu’ à la mort de Charles le Téméraire en 1478, les évènements tragiques se succèdent pour la Principauté de Liège.

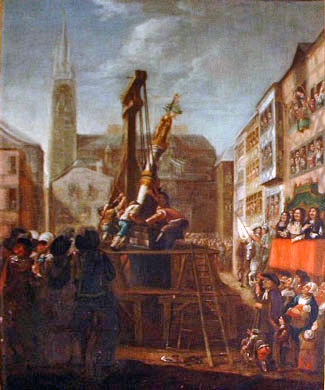
Le retour du Perron sur la place du Marché en 1478

Après plusieurs victoires remportées contre l’armée liégeoise, le duc de Bourgogne Charles le Téméraire supprime, en 1465, les institutions communales, abolit la Paix de Fexhe et enlève le Perron de la place du Marché pour l’installer dans la cité de Bruges. En 1468, il s’empare de la ville et ordonne sa destruction. Les troupes bourguignonnes s’appliquent, durant sept semaines, au pillage de Liège. De nombreux immeubles de la place du Marché sont détruits par les flammes. L’hôtel de ville subit le même sort. 
Rapidement cependant, les bâtiments sont reconstruits sans changer la trame parcellaire autour de la place qui reste donc cernée de maisons étroites vouées au commerce. Le Perron retrouve son emplacement sur le Marché en 1478, un an après la mort du Duc.

### Les bombardements français
Du 04 au 06 juin 1691, les troupes françaises, dirigées par le maréchal Boufflers,  bombardent le centre et les faubourgs de la cité de Liège, depuis les hauteurs de la Chartreuse. 
Le centre autour du Marché est particulièrement dévasté par l’artillerie et l’hôtel de ville est réduit en cendres. Lors de la reconstruction après les hostilités, l’emploi de la pierre et de la brique se généralise. Les façades perdent leurs styles locaux et les murs en pans de bois tendent à disparaître. 
L'hôtel de ville est reconstruit entre 1714 et 1718. De style classique, il alterne briques et pierres calcaires. Sa façade domine le marché. Elle est couronnée d’un fronton triangulaire aux armes du Prince-évêque Joseph-Clément de Bavière et celles des deux bourgmestres de l’époque.  

### Victime de son succès
L’encombrement de la place du Marché est perpétuel durant l’Ancien-Régime. Au XVIIIe siècle, plus de deux cents marchands s’entassent sur la place, où la cohue est permanente. Marchands de beurre, de fromage, de laitages, de légumes, de semences, de poteries, de viandes, de poissons, de souliers, de volaille ou de tabac se partagent l’espace relativement exigu de la place. 
Cet état de pagaille quotidienne entraîne une lente délocalisation de certaines de ses fonctions. Dès 1536, la Halle aux viandes quitte les alentours du marché pour s'installer sur la Goffe et d’autres halles s'installent sur le quai de la Batte. En 1748, le gibet est enlevé de la place et l’année suivante, les autorités communales décident de couvrir les bras de la Légia, forçant les marchands de poissons à quitter les lieux.  

### La place Saint-Lambert
La révolution liégeoise entraîne la destruction de la cathédrale Notre-Dame-et-Saint-Lambert, voisine de la place du Marché. La démolition débute en 1794 mais le chantier dure des décennies. Il sera clôturé en 1827 avec l’inauguration de la place Saint-Lambert, qui devient la place principale de la ville au détriment de la très ancienne place du Marché. Celle-ci échappe donc aux grands bouleversements urbanistiques du 19e siècle. Seuls certains de ses accès sont améliorés et agrandis et, sur l’espace de l’ancien cloître, deux ilots sont bâtis. 

### Une place patrimoniale
Le site de la place du Marché, avec ces monuments et ses immeubles, est classé au patrimoine culturel immobilier de la Wallonie. Durement touchés par les bombardements de la Seconde Guerre mondiale, certains immeubles de la place seront rebâtis à l’identique ou en imitant le style classique du XVIIIe siècle. Seules quelques maisons, dont la reconstruction reste inachevée, possèdent encore des toits plats et n’atteignent pas la hauteur des autres demeures. 
Dans les années 1970, la place du marché subit les conséquences des grands travaux d’infrastructures prévus sur la place Saint-Lambert et ses alentours. Les deux îlots, bâtis au XIXe siècle, sont démolis à cette occasion. Depuis lors, malgré de nombreux projets envisagés, l’emplacement reste vacant entre la place du Marché et la place Saint-Lambert. Il forme l’espace Tivoli.
L’Hôtel de ville et la fontaine monumentale du Perron, récemment restaurée, sont classés au patrimoine exceptionnel de Wallonie, respectivement en 2002 et 2013.

## Bâtiments remarquables et lieux de mémoire

### L'Hôtel de ville
L’Hôtel de ville est surnommé la Violette en raison de l’enseigne de la maison qui abritait jadis les réunions des représentants de la cité. Le bâtiment actuel est construit entre 1714 et 1718 en style classique, avec une belle régularité et symétrie. De pierres et de briques, il s’organise autour d’un plan en U. Sa façade principale donne sur la place du Marché, on accède à l’intérieur par un perron à double rampe. 

### L'église Saint-André
Les origines de l’église Saint-André sont inconnues. On trouve seulement une évocation de cette église paroissiale en 1250 et en 1261, lorsque l’Ordre Teutonique obtient sa collation, sa concession. 
De la place, on aperçoit son dôme, à douze pans, qui domine les immeubles. On y accède par un portail, sur la place du Marché.  Il mène, après un long couloir situé sur le tracé de l’ancienne ruelle Saint-André, vers le centre de l’église, reconstruite selon les plans de Jacques-Barthélemy Renoz, entre 1765 et 1772. 
L'église Saint André a perdu sa fonction religieuse après la révolution liégeoise. La ville de Liège est désormais propriétaire du monument classé au patrimoine immobilier de la Région wallonne en 1948.

### Fontaine monumentale du Perron
Le Perron de Liège, dont les origines sont très anciennes, est l’emblème de la ville. Placé sur une fontaine monumentale dès le Moyen-Âge, son aspect actuel est le résultat de son renouvellement par Jean Del Cour en 1697.

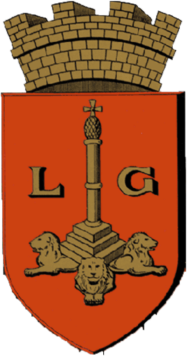
Le Perron sur le blason de la ville de Liège (version simplifiée)

Le perron primitif représentait la juridiction épiscopale. C’est autour de ce monument que se rassemblent les échevins, organes de la justice temporelle des princes-évêques, pour proclamer leur jugement. Cependant, de concert avec la montée en puissance des bourgeois et de l’autorité communale, le perron devient le symbole des libertés des Liégeois, un emblème de la nation et du pays de Liège.

### Fontaine de la Tradition
De part et d'autre du Perron, se trouvaient deux fontaines sur la place : la Fontaine de la Tradition et la fontaine surnommée par les Liégeois le Calorifère, détruite en 1921.
La fontaine de la Tradition datant de 1719 est aussi appelée fontaine des Savetresses parce qu'autrefois, les jours de marché, c'était autour d'elle que se regroupaient les vendeurs de souliers (savetiers). D'ailleurs, elle se trouve sur une place appelée place du Marché.
La construction en pierre, y compris les quatre coquilles placées aux coins de la fontaine et qui recueillent l'eau jaillissant des mascarons à visage humain, a été entreprise par I.J. Cramillon pour la somme de 700 florins. Une des faces comporte un panneau de bronze frappé des armoiries du prince-évêque Joseph-Clément de Bavière et des deux bourgmestres de l'an 1719 : Nicolas-Dieudonné de Trappé et Jacques-Mathias de Lambinon ainsi que l'inscription « faite par Pierre Levache » qui révèle le nom du fondeur. Ce panneau provient d'une fontaine antérieure.
Trois autres panneaux en bronze furent placés en 1930 et représentent en bas-relief des scènes de la vie populaire liégeoise : le cramignon, les marionnettes et les botteresses. Ceux-ci sont l’œuvre de Georges Petit. C'est à cette époque que la fontaine pris le nom de « de la Tradition ».
L'ensemble s'achève par un couronnement mouluré, à nouveau orné de blasons et surmonté de la pomme de pin.
En 2012, la fontaine est démontée pour être rénovée, les marches et les vasques ont été replacées en octobre 2013 et le reste de l'édifice retrouve sa place en avril 2014. Lors du démontage, des traces d'une fontaine plus ancienne ont été découvertes.

### Patrimoine classé
La liste qui suit est classée au patrimoine immobilier de la Région wallonne :

## Articles connexes

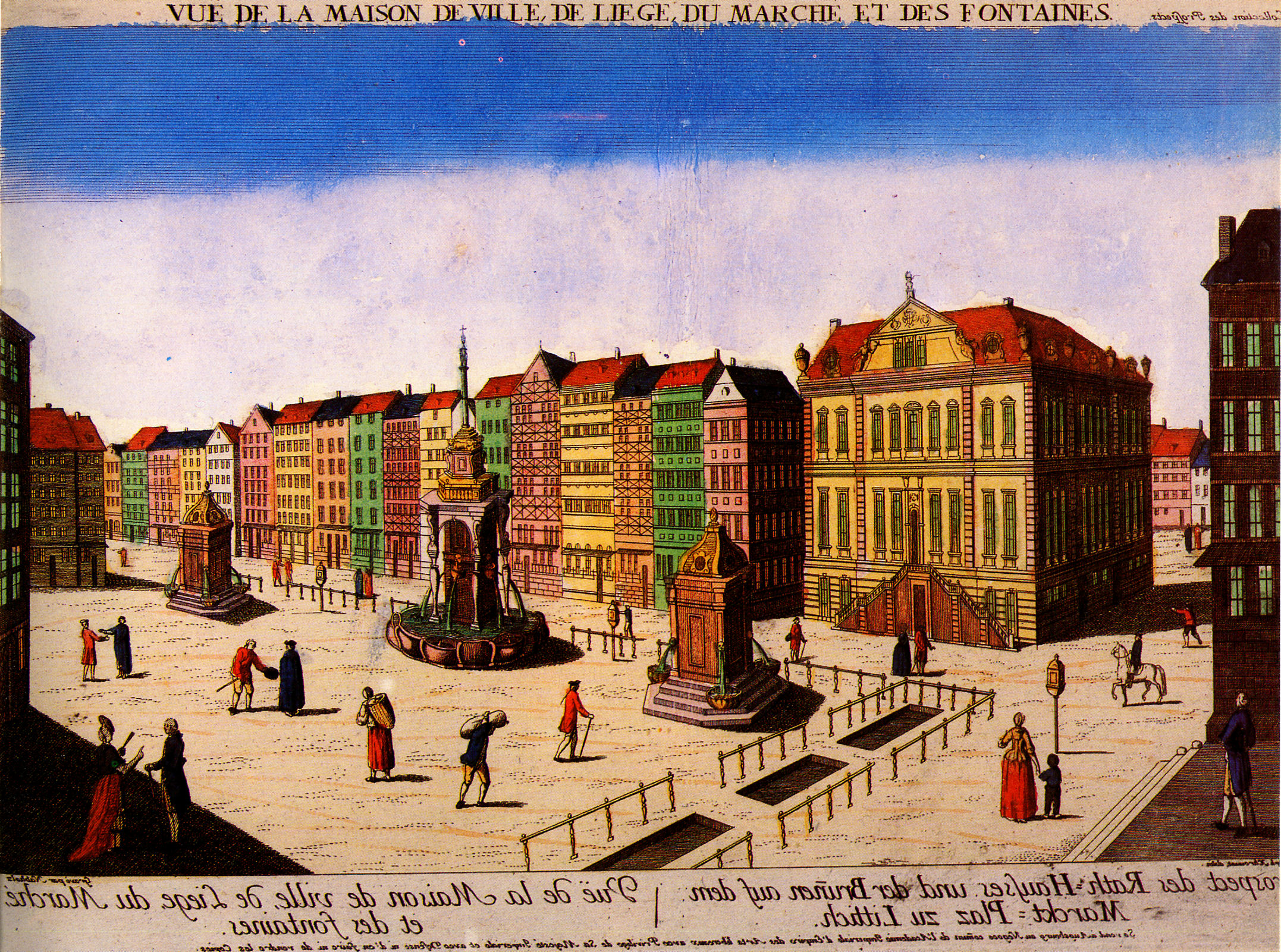
Gravure colorisée représentant la place du Marché de Liège en 1738. Gravure de Nabholz.
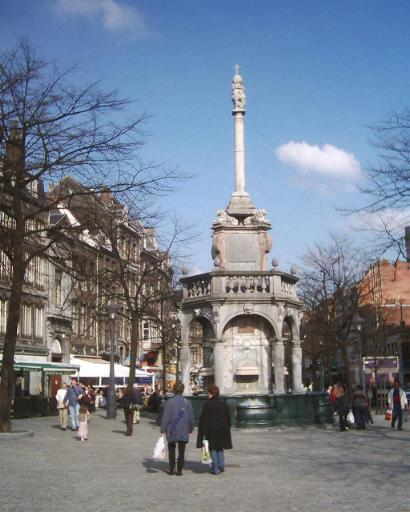
Perron de Liège, sur la place du Marché (Liège)
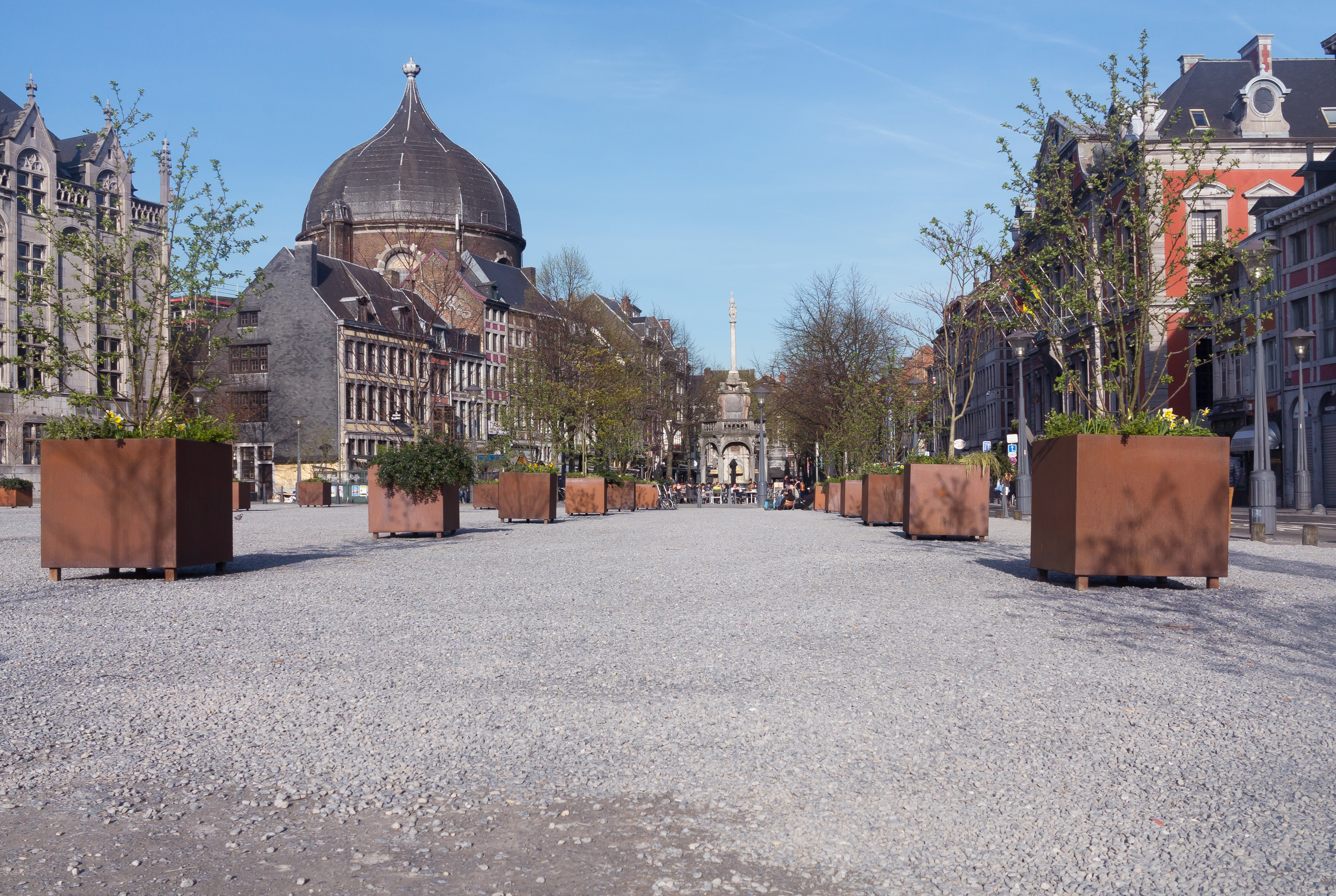
Place du Marché vue de l'espace Tivoli.